# Journal of Biological Rhythms
Das Journal of Biological Rhythms, abgekürzt J. Biol. Rhythms, ist eine wissenschaftliche Fachzeitschrift, die vom SAGE-Verlag veröffentlicht wird. Die Zeitschrift ist das offizielle Publikationsorgan der Society for Research on Biological Rhythms und erscheint mit sechs Ausgaben im Jahr. Sie veröffentlicht Arbeiten, die sich mit Grundlagen, Mechanismen und Funktionen der Entstehung von biologischen Rhythmen in Pflanzen, Tieren und Menschen beschäftigen.
Der Impact Factor lag im Jahr 2014 bei 2,774. Nach der Statistik des ISI Web of Knowledge wird das Journal mit diesem Impact Factor in der Kategorie Physiologie an 32. Stelle von 83 Zeitschriften und in der Kategorie Biologie an 19. Stelle von 85 Zeitschriften geführt.